# Harika Dronavalli
Harika Dronavalli (Guntur, 12 de janeiro de 1991) é uma jogadora de xadrez indiana que detém o título de Grande Mestre (GM) da FIDE. Ela ganhou três medalhas de bronze no Campeonato Mundial Feminino de Xadrez, em 2012, 2015 e 2017. Harika foi homenageada com o Prêmio Arjuna no ano 2007–08 pelo governo da Índia.
Ela começou a jogar xadrez aos 8 anos e conquistou uma medalha no campeonato nacional sub-9. Ela seguiu com uma medalha de prata no campeonato mundial de xadrez juvenil para meninas sub-10. Posteriormente, ela se tornou aluna do técnico NVS Ramaraju, que aprimorou seu jogo. Foi a segunda mulher indiana a se tornar GM, depois de Koneru Humpy.
Juntamente com a equipe feminina da Índia, conquistou o primeiro ouro do país na 45° Olimpíada de xadrez realizada em Budapeste. 